# Freiflächenstauden

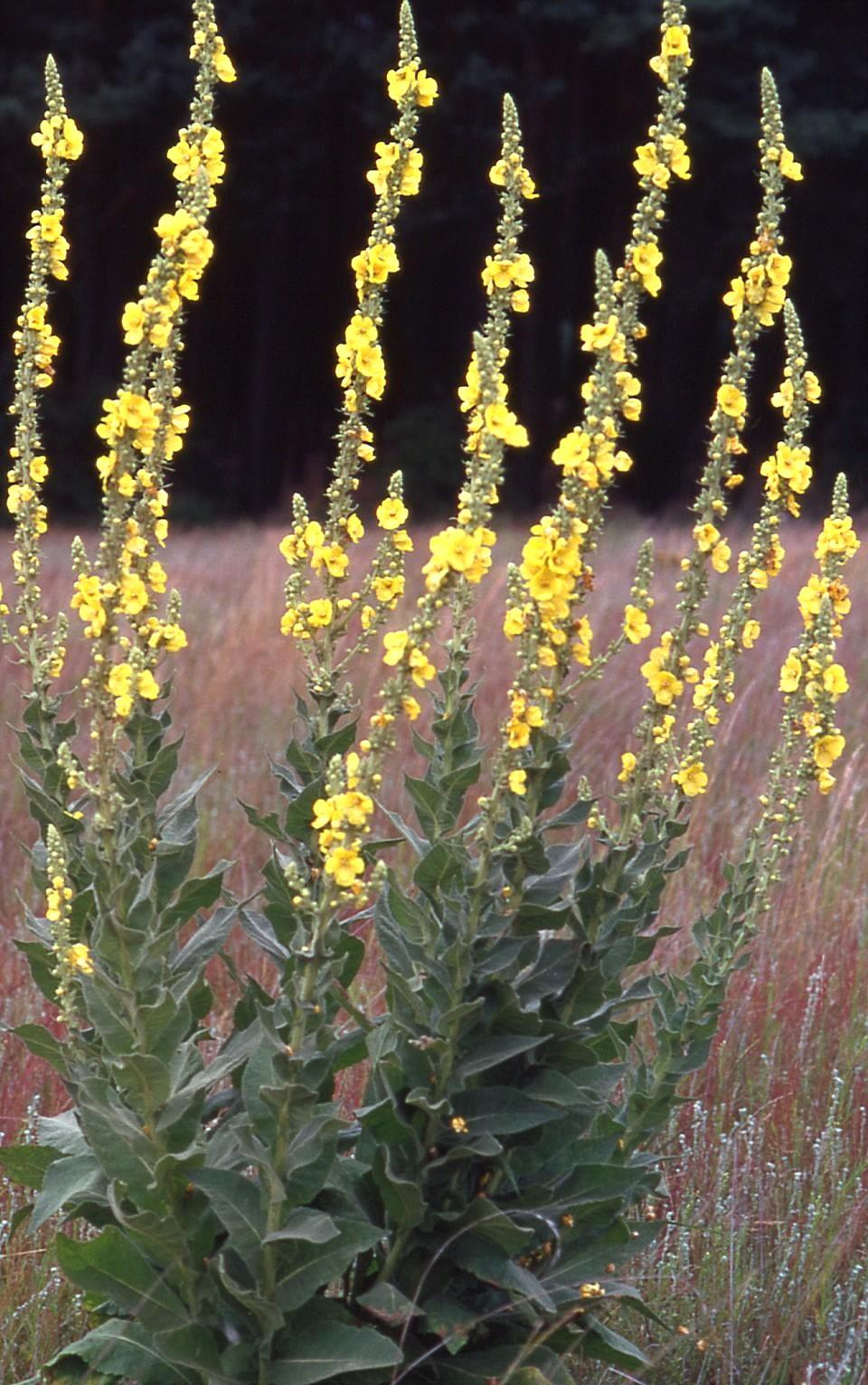
Großblütige Königskerze (Verbascum densiflorum) – sie zählt zu den Freiflächenstauden

Der Begriff der Freiflächenstauden geht auf das Prinzip der Lebensbereiche für Stauden zurück, welches unter Richard Hansen in Weihenstephan/Freising (Bayern) entwickelt wurde. Dieses Prinzip teilt jeder Staude ihren optimalen Standort im Garten zu, basierend auf den Bedingungen am Naturstandort. Es werden acht Lebensbereiche unterschieden:

- Gehölz/Wald
- Gehölzrand
- Freifläche
- Steingarten
- Alpinum
- Beet
- Wasserrand
- Wasser

Diese Bereiche lassen sich je nach Bodenart und -beschaffenheit, Feuchtegrad u. a. nochmals unterteilen; so gibt es beispielsweise trockene Freiflächen (Trockenrasen, Brachflächen, steppenartige Wiesenflächen) und feuchte Freiflächen (Feuchtwiesen).

## Charakterisierung der Freiflächenstauden
Als Freiflächenstauden bezeichnet man im Gartenbau die Stauden, die im Gegensatz
zu Waldstauden und Gehölzrandstauden sonnenexponierte, freie Standorte bevorzugen. Sie vertragen keinen Konkurrenzdruck und keine Beschattung durch höherwüchsige Gehölze; allenfalls neben niedrig wachsenden Zwerg- und Halbsträuchern können sie gedeihen.
Im Gegensatz zu den Prachtstauden (auch als Beetstauden bezeichnet) wurden diese Pflanzen nur gering bis gar nicht züchterisch bearbeitet; es sind meist reine Arten oder spezielle Auslesen. Seltener gibt es Sorten, die gezielten Kreuzungsprozessen entstammen.
Viele der Freiflächenstauden sind wärmeliebend, häufig sogar hitzeverträglich. Als Schutz vor zu großer Hitze haben sie häufig grausilbriges Laub oder einen bläulichen Wachsüberzug (besonders ausgeprägte Cuticula) über den Blättern. Aromatisch duftende Blätter (Bsp.: Lavendel, Lavandula angustifolia) sind ein weiteres Kennzeichen trockenheitsverträglicher Freiflächenstauden. Die ätherischen Öle sitzen in Drüsenhärchen an der Blattoberfläche und bilden so einen Schutz vor Feuchtigkeitsverlust durch übermäßige Verdunstung. Eine dichte, teils wollig-weiche Behaarung auf der Blattoberfläche (Bsp.: Woll-Ziest, Stachys byzantina) dient als Isolationsschicht.
Zu den gärtnerisch als Freiflächenstauden angesehenen Stauden zählen unter anderem:
- Anaphalis triplinervis, Perlkörbchen
- Anthemis tinctoria, Färber-Kamille
- Stachys byzantina, Woll-Ziest
- Verbascum, Königskerze
- Yucca filamentosa, Palmlilie